# Euploea kollari
Euploea kollari är en fjärilsart som beskrevs av Felder 1865. Euploea kollari ingår i släktet Euploea och familjen praktfjärilar. Inga underarter finns listade i Catalogue of Life.